# Portada/efemèride octubre 25
Katy Perry
« 24 d'octubre · 25 d'octubre · 26 d'octubre »